# Hiba Mohamed
Hiba Salah-Eldin Mohamed (18 de enero de 1968) es una bióloga molecular sudanesa que trabaja en la Universidad de Jartum. Ganó en 2007 el Premio Pfizer de la Royal Society.   

## Primeros años y educación
Mohamed estudió Zoología en la Universidad de Jartum, donde obtuvo una Licenciatura en 1993 y una Maestría en 1998. Posteriormente, ingresó al Instituto de Investigación Médica de la Universidad de Cambridge Instituto para Búsqueda Médica (CIMR), para obtener su doctorado en 2002. Su investigación doctoral, El papel del Patrimonio Genético del Huésped (Host Genetics) en Susceptibilidad a Kala-azar en Sudán, estuvo bajo la supervisión de Jenefer Blackwell. Permaneció en el CIMR como becaria posdoctoral.

## Investigación
Fue galardonada con un Premio de Desarrollo de Investigación Wellcome Trust y regresó a la Universidad de Jartum, para ser profesora en el Departamento de Biología Molecular. Su investigación se centra en comprender la genética de la leishmaniosis visceral. En 2007, fue galardonada con el Premio Royal Society Pfizer por su investigación sobre la enfermedad, que se transmite por las picaduras de los flebótomos (“Sandfly Bites”). No hay vacuna o tratamiento efectivo para las aproximadas 350 millones de personas que están en riesgo en todo el mundo. Mohamed fue parte de las celebraciones de la Royal Society Africa Week en 2008. En 2010, Mohamed fue nombrada miembro de la Global Young Academy.